# Ladora
Ladora é uma cidade localizada no estado americano de Iowa, no Condado de Iowa.

## Demografia
Segundo o censo americano de 2000, a sua população era de 287 habitantes.
Em 2006, foi estimada uma população de 292, um aumento de 5 (1.7%).

## Geografia
De acordo com o United States Census Bureau tem uma área de
0,8 km², dos quais 0,8 km² cobertos por terra e 0,0 km² cobertos por água. Ladora localiza-se a aproximadamente 231 m acima do nível do mar.

## Localidades na vizinhança
O diagrama seguinte representa as localidades num raio de 20 km ao redor de Ladora.